# ダモクレス作戦
ダモクレス作戦とは、1962年から1963年にかけて、イスラエルの情報機関モサッドの長官イサル・ハルエルが主導で行った海外工作。

## 経緯
モサッド長官であったハルエルは、アドルフ・アイヒマンを捕獲した功績によって名声を得ていた。アイヒマン捕獲作戦の成功で自信を得たハルエルは、より規模の大きい海外工作を企図するようになる。それがダモクレス作戦であった。
1962年、モサッドはオーストリアの科学者、オットー・ヨクリクから、イスラエルの潜在敵国であったエジプトが放射性物質や化学兵器を搭載したミサイルを開発する計画「アイビスI」を推進しているという情報を得た。さらに、アイビスI計画には、V2ロケット開発に関与したドイツ人科学者、技師が関与しているという疑惑が浮上していた。これを耳にしたハルエルは、ナチスの残党がエジプトと結託してイスラエルへの攻撃を画策していると考えた。危機感を抱いたハルエルは首相ベン＝グリオンに、ドイツ人の科学者達を粛清することを提言した。この時ハルエルが、ダモクレスの剣の故事を引用し、エジプトに協力しているドイツ人科学者達の存在は、イスラエルの上空に吊るされたダモクレスの剣であると例えたことから、後にダモクレス作戦と呼ばれることとなった。
ベン＝グリオン首相は、西ドイツとの安定した国交を望んでおり、ハルエルの提言には消極的な姿勢を見せていたが、焦燥に取り付かれたハルエルは強権的にダモクレス作戦実施に踏み切った。ハルエルはパリへと赴き、部下のイツハク・シャミルに指示した。指示の内容は、イスラエルにいるドイツ人科学者の調査と、彼らの粛清であったと推測される。調査に従事した諜報員の中には、元ドイツ軍人のカバーで活躍しているウォルフガング・ロッツの姿もあった。
1962年9月、エジプトの企業イントラ社の社長、ハインツ・クリュッゲ博士がミュンヘンで失踪した。クリュッゲ博士はアイビスI計画への関与を疑われていた人物であった。さらに2ヶ月後、モサッド、アマーンは小型爆弾をエジプトのミサイル基地に送りつけ、多数のドイツ人技師や計画関係者のエジプト人を殺傷した。さらに1963年2月には、第二次世界大戦中にナチス・ドイツのV2ロケット開発に関与したとされるハンス・クラインワフター博士の暗殺を計画した。V2ロケット開発に関与したクラインワフター博士の技術力をエジプトに利用されることを恐れての暗殺計画であった。暗殺作戦は2度に渡って行われ、ハルエル自身も参加したが、いずれも失敗した。
同年3月、モサッドの一員であるヨセフ・ベンガルがドイツ人技術者パウル・ゲルケの娘を脅迫した罪で逮捕されたことが契機となり、水面下で展開されていたダモクレス作戦は露見してしまう。さらに、クラインワフター暗殺計画にベンガルが関与したことを疑った西ドイツ政府が、ベンガルの身柄引き渡しをエジプトに要求した。ここに至ってハルエルはマスコミに釈明を行った。
当時、イスラエルは西ドイツとの友好関係を構築することに心血を注いでいたが、ベンガルの一件は、これまで築いてきた両国の関係を水泡に帰しかねないものであった。首相ベン＝グリオンはハルエルに対して激怒し、両者の関係は一気に冷却化した。この状況に便乗して、ハルエルの政敵であったシモン・ペレス国防副大臣、ベン＝グリオンの懐刀でもあったテディー・コレック国防長官らがハルエルの追及を徹底して行い、進退窮まったハルエルは辞表を提出することとなった。
ハルエルは首相ベン＝グリオンは最後まで自分の後ろ盾となってくれると思い込んでいたが、西ドイツとの国交よりもイスラエルの安全保障を優先するハルエルと、西ドイツとの国交に粉骨砕身するベン＝グリオンとの間には齟齬が生じていた。小谷賢は、実際にはハルエルこそがダモクレスの剣を突きつけられていたと指摘している。